# Manlay (distrikt)
Manlay (mongoliska: Манлай Сум, Манлай) är ett distrikt i Mongoliet.   Det ligger i provinsen Ömnögobi, i den sydöstra delen av landet, 400 km söder om huvudstaden Ulaanbaatar.